# Revolta decembriștilor

Decembriștii în Piața Senatului

Revolta decembriștilor (în rusă Восстание декабристов) a fost o rebeliune care a avut loc în Imperiul Rus pe 14(sv)/26 decembrie(sn) 1825. Ofițeri ai armatei imperiale ruse au condus aproximativ 3.000 de soldați într-o mișcare de protest împotriva preluării tronului de către Nicolae I, după renunțarea la dreptul de succesiune de către a fratelui său mai mare, Constantin Pavlovici. Datorită faptului că evenimentele s-au petrecut în decembrie, rebelii au fost numiți „decembriști” (în rusă декабристы - decabristî). Această rebeliune a avut loc în Piața Senatului din Sankt Petersburg. În 1925, pentru a marca un secol de la revoltă, Piața Senatului a fost redenumită Piața Decembriștilor. Revolta a fost înăbușită sub supravegherea personală a împăratului Nicolae I al Rusiei.

## Uniunea Salvării

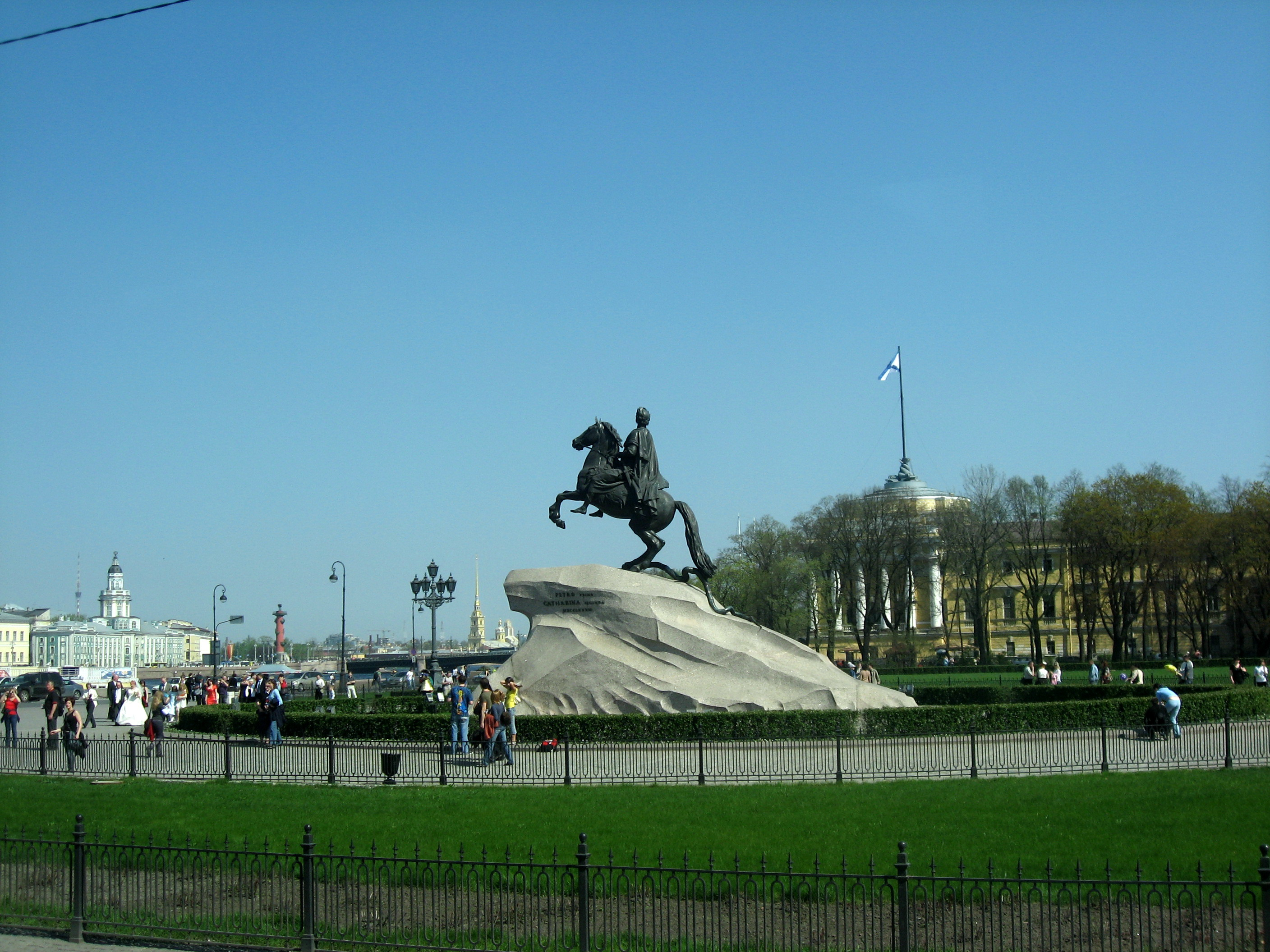
Piața Senatului din Sankt Petersburg

În 1816, mai mulți ofițeri din Regimentul de gardă Semionov au format o societate numită Uniunea Salvării sau Fii adevărați și credincioși ai Patriei. Societatea a căpătat o orientare mai revoluționară după ce printre membrii ei a fost admis idealistul Pavel Pestel. După o revoltă din cadrul Regimentului Semionov din 1820, societatea a hotărât să-și suspende activitatea în 1821. Totuși, două grupări au continuat să funcționeze în secret: Societatea Sudică, mai radicală, în cadrul căreia Pestel era cel mai important membru, și mult mai moderata Societate Nordică condusă de Nikita Muraviev, Serghei Trubețkoi și Eugen Obolensky. În vreme ce Societatea Sudică dorea stabilirea republicii și înfăptuirea reformei agricole, Societatea Nordică se limita la dorința de stabilire a unei monarhii constituționale și introducerea limitată a dreptului de vot.

## Piața Senatului
Când țarul Alexandru I a murit pe 1 decembrie 1825, soldații gărzii imperiale au jurat credință moștenitorului prezumtiv, fratele monarhului mort, Constantin. Când Constantin a renunțat în mod public la dreptul la succesiune, iar Marele duce Nicolae, fratele său mai mic, și-a asumat titlul de împărat, Societatea Nordică a reacționat. În vreme ce în capitala imperială nu era încă restabilită ordinea și frâiele puterii nu fuseseră preluate ferm de noul monarh, Societatea Nordică, ai cărei membri juraseră credință lui Constantin, a început o activitate febrilă pentru convingerea diferiților comandanți de regimente să refuze depunerea jurământului de credință către Nicolae. Aceste eforturi aveau să culmineze cu evenimentele din 14 decembrie. Liderii societății, dintre care mulți făceau parte din aristocrația imperială, l-au ales pe Serghei Trubețkoi ca dictator interimar.
În dimineața zilei de 14 decembrie, un grup de ofițeri, care comandau cam 3.000 de soldați, s-au adunat în Piața Senatului, unde și-au făcut public refuzul depunerii jurământului de credință față de noul țar, Nicolae I, subliniând însă devotamentul față de ideea proclamării unei constituții. Ofițerii s-au așteptat ca lor să li se alăture restul regimentelor din capitală, dar au fost rapid dezamăgiți de lipsa de reacție a soldaților staționați în Sankt Petersburg. Nicolae I a petrecut aproape toată ziua pentru a strânge o forță militară suficient de mare cu care să înăbușe revolta. După ce a considerat că este suficient de puternic, a ordonat deschiderea focului cu tunurile asupra insurgenților. În scurtă vreme, revolta Societății Nordice a fost înăbușită.
Revolta a eșut deoarece conducătorii ei nu au explicat în mod corespunzător soldaților implicați în revoltă care sunt idealurile mișcării lor. Conform unei legende apărute după înăbușirea revoltei, soldații de sub ordinele ofițerilor insurgenți au fost învățați să scandeze „Constantin și Constituția”, iar când oamenii de rând au fost întrebați ce este Constituția, mulți au crezut că este vorba de soția lui Constantin. După cum avea să scrie decembristul Piotr Kahovski în scrisoarea către generalul Levașev, „Povestea care a fost spusă Excelenței voastre conform căreia, în timpul revoltei din 14 decembrie, rebelii strigau Trăiască Constituția iar oamenii au fost întrebați Cine este Constituția, soția Alteței sale Marele duce? nu este adevărată. Este o invenție amuzantă”. Nicolae I l-a trimis pe contele Mihail Andreevici Miloradovici, un erou militar foarte respectat în rândurile soldaților de rând, în Piața Senatului pentru a pacifica trupele. În timp ce contele își rostea discursul, Miloradovici a fost împușcat mortal de ofițerul răsculat Piotr Kahovski.

În timp ce Societatea Nordică se pregătea de revoltă, Societatea Sudică, (cu baza la Tulcin, Ucraina) a primit o lovitură mortală când, pe 13 decembrie, poliția locală l-a arestat pe Pavel Pestel sub acuzația de trădare. De-abia după două săptămâni au aflat și membrii Societății Sudice de evenimentele din capitală. Între timp, și alți membrii ai societății secrete au fost arestați. Membrii Societății Sudice și ai grupului naționalist Slavii Uniți s-au pregătit de revoltă. Când au aflat locația în care se aflau liderii arestați, Slavii Uniți au acționat în forță și i-au eliberat. Unul dintre liderii proaspăt eliberați, Serghei Muraviov-Apostol, a preluat conducerea revoltei. Ofițerii au convins soldații din garnizoana din Vasilkov să se alăture cauzei rebeliunii, iar Muraviov-Apostol a ocupat orașul. Revolta a fost însă rapid înăbușită de forțe mai numeroase și mai bine înarmate, pe 3 ianuarie.

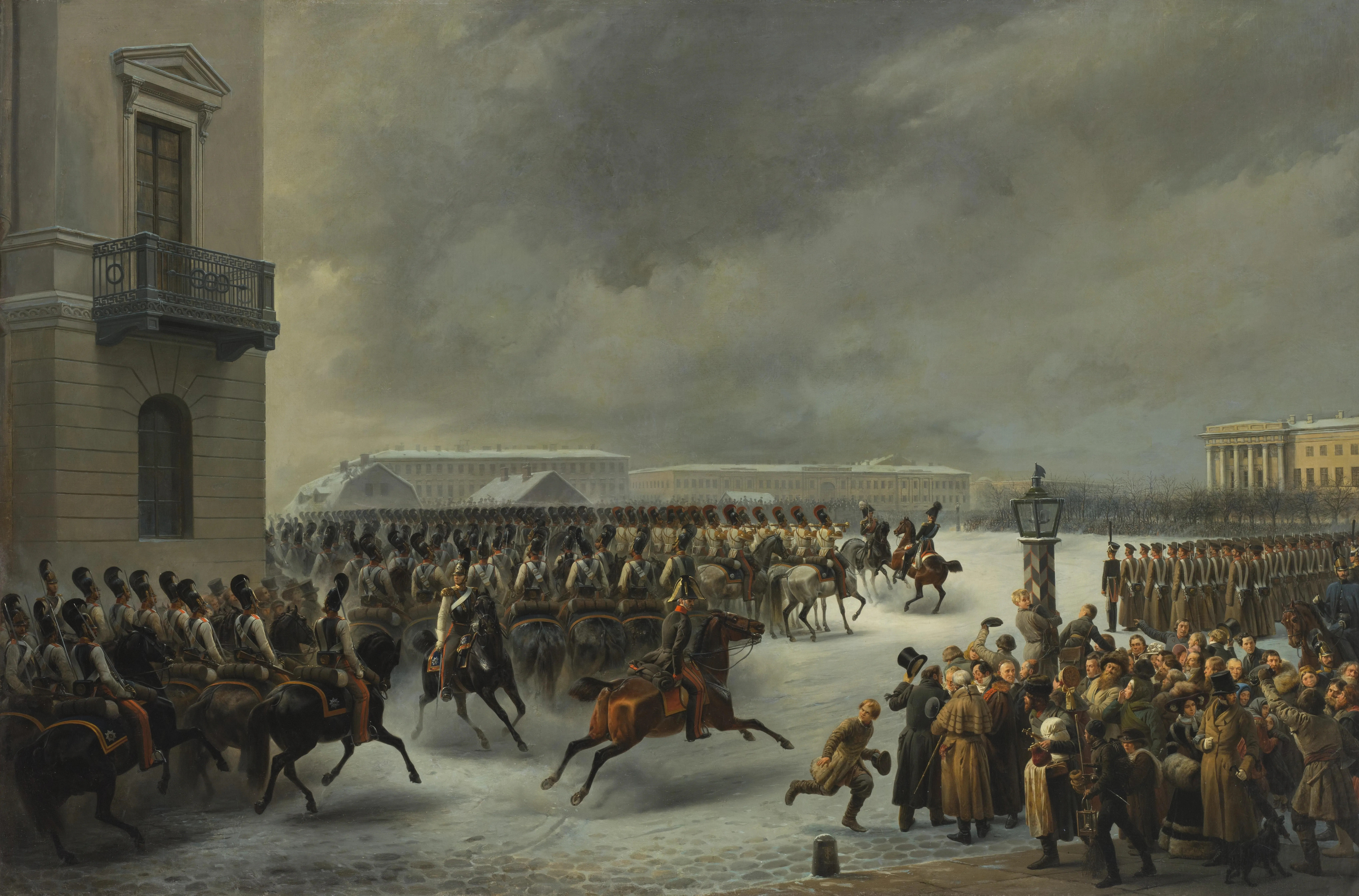
Revolta Decembriștilor

Liderii rebelilor au fost trimiși la Sankt Petersburg, unde au fost judecați alături de insurgenții din capitală. Decembriștii au fost judecați și condamnați: cinci dintre ei au fost condamnați la spânzurătoare: Kahovski, Pestel, Kondrati Rîleev, Serghei Muraviov-Apostol și Mihail Bestujev-Riumin. Alți decembriști au fost exilați în Siberia și în Orientul Îndepărtat.
Când cei cinci decembriști au fost spânzurați, s-a întâmplat ceva obsolut neobișnuit. Funiile care au fost utilizate pentru lațuri s-au rupt mai înainte ca vreunul dintre ei să moară. Evenimentul a provocat mișcare de simpatie în mulțimea de privitori. Conform unei tradiții vechi de mai multe secole, orice condamnat care supraviețuia unei tentative de execuție trebuia eliberat. În loc să-i grațieze pe cei cinci, Nicolae I a ordonat confecționarea unor lațuri noi și reluarea execuției. Aceasta a fost ultima execuție publică din istoria Imperiului Rus.
Mai multe personalități care s-au aflat în relații prietenești cu liderii decembriști și care ar fi putut fi la curent cu complotul răsculaților, cei mai cunoscuți dintre ei fiind Alexandr Pușkin, Alexandr Griboedov și Alexei Petrovici Ermolov. Soțiile unora dintre decembriști și-au urmat soții în exil. Expresia „soție decembristă” exprimă ideea de devoțiune a soției față de soț.

## Urmări

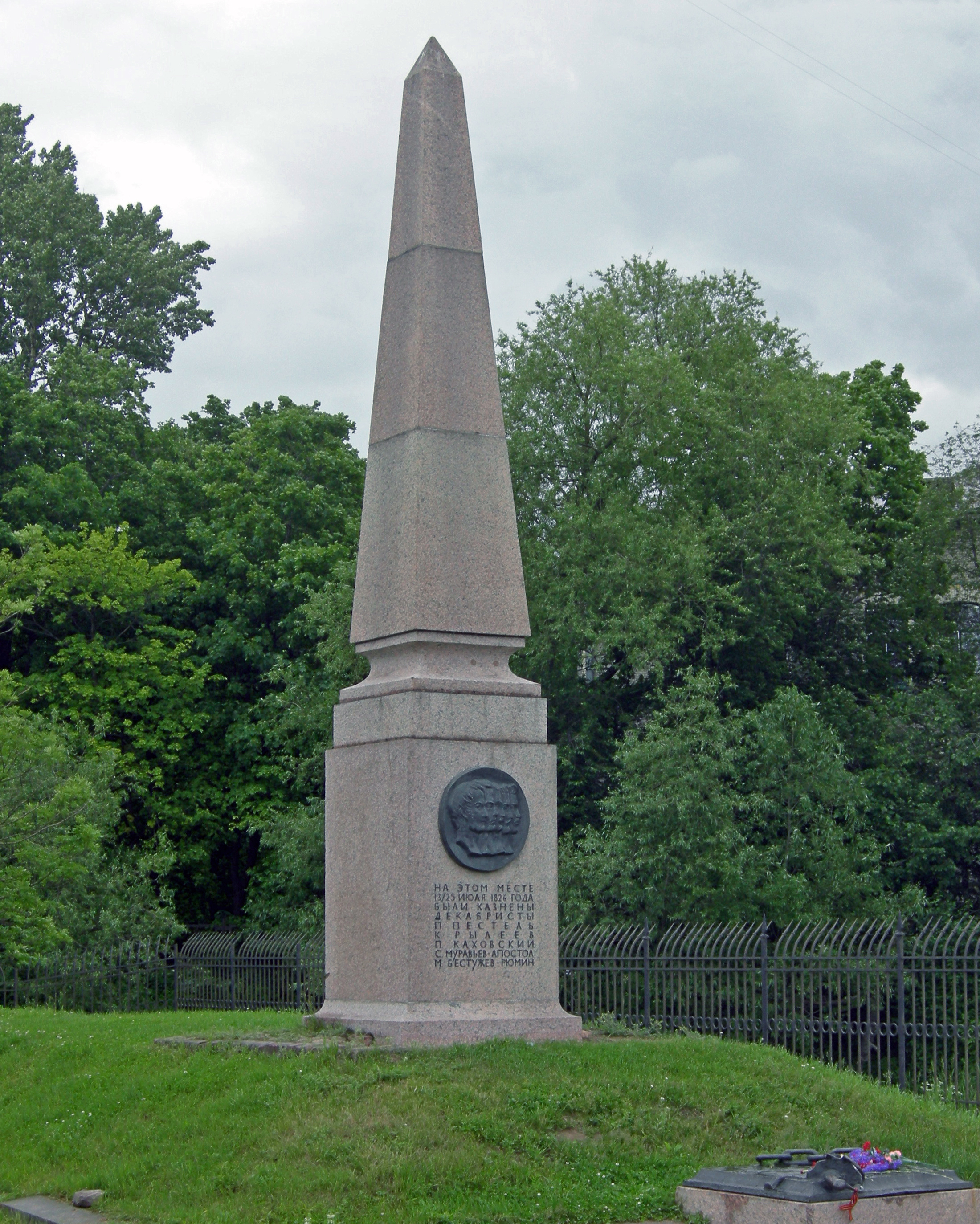

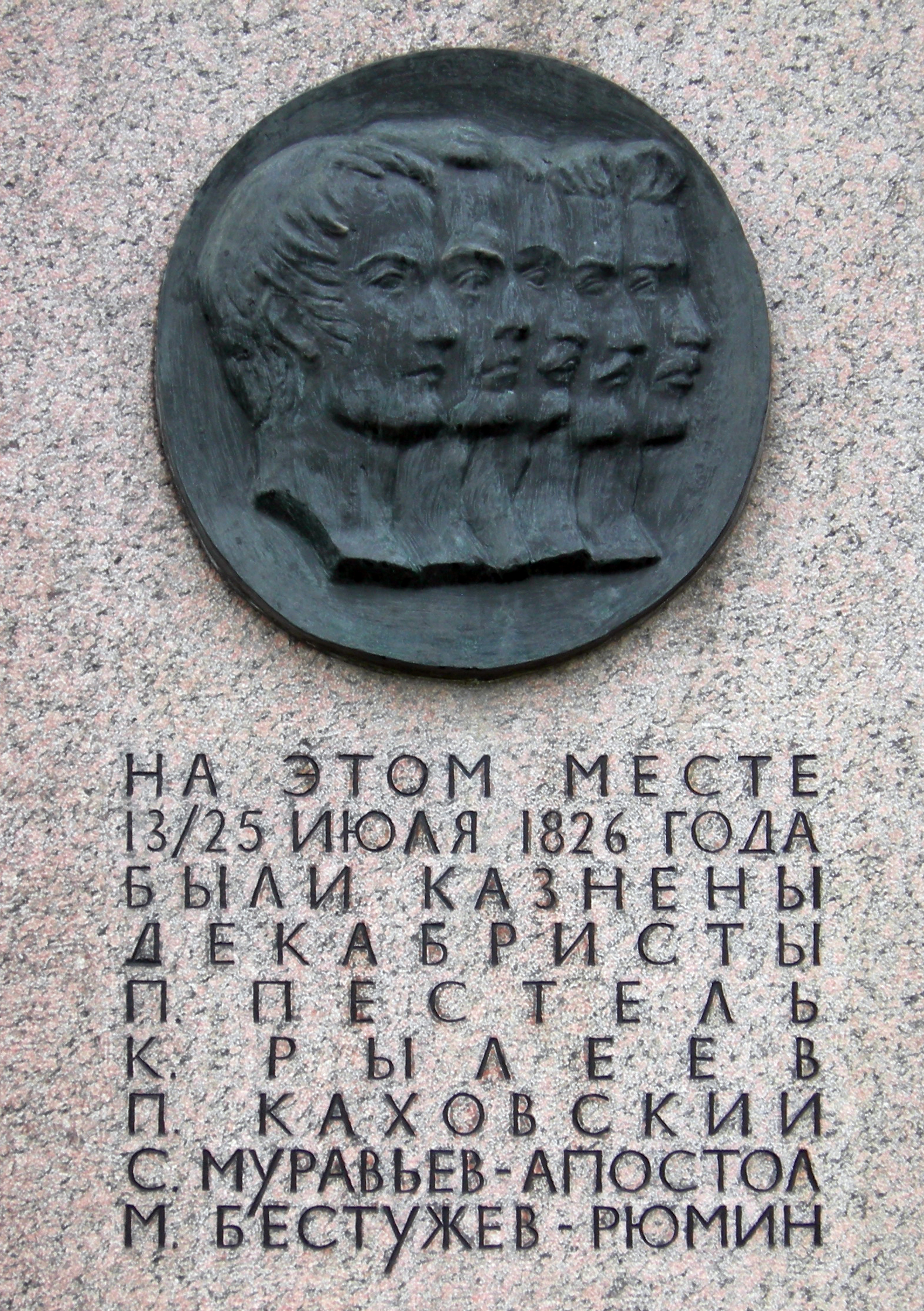

După înăbușirea revoltei decembriștilor, monarhia absolutistă rusă avea să mai reziste pentru aproape un secol, deși iobăgia a fost abolită în 1861. Deși înfrântă, revolta decembriștilor a provocat unele schimbări în Imperiul Rus. Nicolai I și-a îndreptat atenția spre problemele interne ale imperiului. În 1826 Mihail Speranski a fost însărcinat cu reformarea codului de legi rusești, o acțiune care a continuat pe toată perioada domniei împăratului Nicolae I.
Deși revolta decembriștilor a fost un subiect interzis în timpul domniei împăratului Nicolae I, Alexander Herzen a trecut chipurile decembriștilor executați pe coperta periodicului său radical Steaua Polară. Aleksandr Pușkin a dedicat poeme prietenilor săi decembriști, Nicolai Alexeevici Nekrasov a scris un poem dedicat nevestelor decembriste, iar Lev Tolstoi a început să scrie un roman despre eveniment, care a fost mai apoi dezvoltat, rezultând romanul Război și pace.
Revolta decembriștilor a fost una dintre multele revoluții de palat, prin care diferite grupuri au încercat să-și plaseze favoriții pe tronul imperial, dar datorită faptului că decembriștii au urmărit și implementarea unui program liberal de reforme, anumiți istorici au considerat revolta ca începutul unei mișcări revoluționare. Revolta decembriștilor a fost prima ruptură deschisă între conducerea imperiului și elementele liberale, ruptură care avea să se lărgească odată cu trecerea timpului.